# Вільям Стейг
Вільям Стейг (англ. William Steig; 14 листопада 1907, Нью-Йорк — 3 жовтня 2003, Бостон) — американський художник-мультиплікатор, графік, скульптор і письменник, автор багатьох книг для дітей та підлітків. Серед них — «Шрек!», за мотивами якого було знято знамениту мультиплікаційну серію, а також «Доктор Де Сото (Doctor De Soto)», «Острів Абеля (Abel’s Island)», «Сільвестр і магічний кристал (Sylvester and the Magic Pebble)» та інші.

## Ранній вік
Вільям Стейг народився в Брукліні у сім'ї єврейських іммігрантів, що приїхали до США зі Львову. Ще в дитинстві В.Стейг приділяв багато часу читанню та малюванню. Його улюбленою книгою в дитинстві була «Піноккіо», написана Карло Колодді. у підлітковому віці займався спортом. Входив до головного складу всесвітньої студентської команди з водного поло. Не зважаючи на те, що Стейг 2 роки провчився у нью-йоркському Сіті-коледжі, потім 3 роки в Національній Академії Дизайну та після цього вступив до Школи Вишуканих Мистецтв при Єльському універститеті - повної вищої освіти він так і не здобув.

## Особисте Життя

### Шлюби
Стейг був одружений 4 рази і від цих шлюбів у нього три дитини. З 1936 по 1949 рік дружиною Вільяма була Елізабет Мед, з якою він згодом розлучився. В цей період життя Елізабет та Вільям жили на 75 ½ Bedford Street у, мабуть, найменшому будинку на Мангеттені. Від цього шлюбу у письменника народився син – Джеремі Стейг – відомий джаз-музикант, та дочка – Люсінда.
Другою жінкою Стейга була Карі Хомстед у 1950 році. У них народилась  дочка- Маргіт Лаура (тепер відома як Меггі Стейг).
Після розлучення  з Карі він був одружений зі Стефані Хейлі з 1964 по 1966 рік.
Зі своєю четвертою дружиною – Жанною Дорн, Стейг провів усе життя.

### Сім'я
Батько Вільяма був художником, дотримувався лівих, соціалістичних поглядів. Його брат Ірвін був відомим журналістом та художником, другий брат Генрі- письменником, художником та саксофоністом, третій - Артур - письменником та поетом.

### Смерть
Стейг помер природною смертю у Бостоні 3 жовтня 2003 року у віці 95 років.

## Кар'єра
Щоб допомогти сім'ї під час Великої депресії Стейг, позиціюючи себе вільним художником і шанувальником творчості Пікассо, починає заробляти малюванням карикатур для різних видань. Його перша карикатура була прийнята газетою The New Yorker у 1930 році. Після цієї ще 117 інших карикатур були опубліковані на обкладинці газети. Живучи в містечку Гейлордсвіль, у Коннектикуті, художник створив понад 1600 малюнків, надрукованих різними американськими виданнями, за що впливовий журнал Newsweek вручив йому титул «King of Cartoons». Влітку 1949 року Стейг став одним із 250 скульпторів, чиї роботи були вставлені на 3-тій Міжнародній виставці скульптури у Філадельфійському художньому музеї.
В 1968 році Вільям Стейг, назвавши себе «вічною дитиною», пише свою першу книгу для дітей. Вона була добре прийнята як критиками, так і читачами. Вже за свою третю книгу «Сільвестр та магічний кристал» автор був нагороджений престижною Медаллю Калдекотта. За своє життя Стейг написав понад 30 дитячих книг в тому числі «Шрек», що був ілюстрований самим автором та опублікований у 1990 році та пізніше став мотивом для надзвичайно популярної мультиплікаційної серії з цією ж назвою — «Шрек».

Мультфільм «Шрек» за мотивами книги.

## Найбільш Популярна Книга
Найбільш популярною книгою Стейга безумовно є «Шрек». Цій популярності автор завдячує студії DreamWorks, що зробила із його видання цілу однойменну серію мультиплікаційних фільмів. У свій час «Шрек» був бестселлером та користувався шаленою популярністю у дітей та підлітків. «Шрек 2», що вийшов на екрани за рік після смерті Вільяма Стейга, був присвячений автору.

## Список праць
| - 1939 — About People - 1941 — How to Become Extinct - 1942 — The Lonely Ones - 1945 — Persistent Faces - 1946 — Mr. Blandings Builds His Dream House - 1950 — The Decline and Fall of Practically Everybody - 1951 — The Rejected Lovers - 1953 — Dreams of Glory - 1968 — CDB! - 1968 — Roland the Minstrel Pig - 1969 — Sylvester and the Magic Pebble - 1969 — Bad Island - 1971 — Amos and Boris - 1972 — Dominic - 1973 — The Real Thief - 1974 — Farmer Palmer’s Wagon Ride - 1976 — Abel’s Island - 1976 — The Amazing Bone - 1977 — Caleb & Kate. - 1978 — Tiffky Doofky - 1979 — Drawings - 1980 — Gorky Rises | - 1982 — Doctor De Soto - 1984 — CDC? - 1984 — Doctor De Soto Goes to Africa - 1984 — Ruminations - 1984 — Yellow & Pink - 1984 — Rotten Island - 1985 — Solomon: The Rusty Nail - 1986 — Brave Irene - 1987 — The Zabajaba Jungle - 1988 — Spinky Sulks - 1990 — Shrek! - 1992 — Alpha Beta Chowder - 1994 — Zeke Pippin - 1996 — The Toy Brother - 1998 — A Handful of Beans: Six Fairy Tales / retold by Jeanne Steig - 1998 — Pete’s a Pizza - 2000 — Made for Each Other - 2000 — Wizzil - 2001 — A Gift from Zeus - 2002 — Potch & Polly - 2003 — When Everybody Wore a Hat - 2003 — Yellow & Pink |